# Leptopeza bimaculata
Leptopeza bimaculata är en tvåvingeart som beskrevs av Mario Bezzi 1904. Leptopeza bimaculata ingår i släktet Leptopeza och familjen puckeldansflugor. Inga underarter finns listade i Catalogue of Life.